# Minni Nurme
Minni Katharina Nurme (30 d'octubre de 1917, Aidu, comtat de Viljandi, Estònia - 22 de novembre de 1994, Tallin) va ser una escriptora estoniana.

## Vida i carrera
Nascuda amb el nom de Minni Neumann, es va graduar a l'escola femenina de Viljandi en 1936. Durant la Segona Guerra Mundial va viure en territori soviètic; després de la guerra es va traslladar a Tallin i va treballar com a escriptora. El seu primer treball de prosa va ser la novel·la publicada en 1939 Kentaurid (Els centaures). Dos anys més tard va publicar la novel·la Ratastool (La cadira de rodes). Va passar a escriure més poesia durant la guerra, i en 1945 va publicar la seua primera col·lecció de poesia, Sünnimuld (Mare Terra). Van passar 10 anys entre la seua segona col·lecció de poemes i la tercera, en gran part a causa de l'assetjament de les autoritats estalinistes. Va ser també traductora a l'estonià des del finés i l'anglès.
La seua germana major va ser la poeta Salme Ekbaum. Després de casar-se en 1936, va prendre el cognom Raudsepp fins a 1941, quan es va casar amb el escriptor Aadu Hint. El matrimoni es va trencar en 1958, després de tenir tres fills i dues filles. El divorci va ser un escàndol a Estònia. Dels seus descendents, Eeva Park va ser més tard una coneguda escriptora.
La novel·la de 1993 d'Eeva Park, Tolm ja Tuul, descriu d'una manera bastant òbvia la ruptura del matrimoni dels seus pares.

## Treballs

### Prosa
- Kentaurid (Novel·la, 1939)
- Ratastool (Novel·la, 1941)
- Lämbumine (Històries, 1946)
- Valus küsimus (Prosa curta, 1962)
- Rähni laastud (Contes, 1966)

### Col·lecció de poesia
- Sünnimuld (1945)
- Pikalt teelt (1947)
- Juured Mullah (1957
- Maarjahein (Selecció, 1967)
- Sookailudes En loitsud (1971)
- Kuuvein (1974)
- Tuules lendlev seeme (1976)
- Pilvede pisarad tärkamisse (Selecció, 1978)
- Päevapuri (1981)
- Valgevalul (1983)
- Puud varjulised (Selecció, 1987)